# Čojlug
Čojlug is een plaats in de gemeente Mikleuš in de Kroatische provincie Virovitica-Podravina. De plaats telt 22 inwoners (2001).